# 刘述尧
刘述尧（?—?）广东信宜县人，清末立宪派政治人物。

## 生平
他是清朝光绪二十九年癸卯科举人。后任邮传部交通书吏，升用郎中。他还任资政院议员。